# Ледженд, Джон
Джон Ро́джер Сти́венс (англ. John Roger Stephens; род. 28 декабря 1978, Спрингфилд, Огайо), известный под сценическим именем Джон Ле́дженд (англ. John Legend), — американский певец, автор песен и актёр. Обладатель премий «Грэмми», «Оскар», «Тони» и «Эмми».

## Юные годы
Джон Роджер Стивенс родился 28 декабря 1978 года в Спрингфилде, штат Огайо. Он старший из четырёх детей в семье Филлис Элейн (урождённой Ллойд), швеи, и Рональда Ламара Стивенса, рабочего на фабрике International Harvester.
В 2004 году Ледженд заявил, что его родители были в разводе в течение 12 лет, прежде чем воссоединиться. Ледженд учился на дому у своей матери. Он начал играть на фортепиано в возрасте 4 лет. В возрасте 7 лет он выступал со своим церковным хором.
В возрасте 12 лет он поступил в Северную среднюю школу в Спрингфилде, штат Огайо, которую окончил как салютатор. В возрасте 15 лет Ледженд выиграл конкурс эссе, организованный McDonald's, ответив на вопрос "Как вы собираетесь войти в историю чернокожих?" с эссе о том, как он намеревался стать успешным музыкантом, согласно интервью на шоу Карлоса Уотсона.
В возрасте 16 лет он поступил в Пенсильванский университет в Филадельфии, где стал президентом и музыкальным руководителем совместной джазовой и поп-группы. Его вокал на записи песни Джоан Осборн «One of Us», написанной Эриком Базилианом (Eric Bazilian) из the Hooters, выпускником Пенсильванского университета, получил признание критиков, и песня попала в трек-лист сборника Best of Collegiate a Cappella 1998 года. Во время учёбы в Пенсильванском университете друг Ледженда познакомил его с Лорин Хилл. Хилл наняла его сыграть на фортепиано в песне «Everything Is Everything» из её альбома The Miseducation of Lauryn Hill. В 1999 году он с отличием окончил университет со степенью бакалавра английского языка с акцентом на афроамериканскую литературу.

## Карьера
После окончания Пенсильванского университета Ледженд работал консультантом по менеджменту в Boston Consulting Group (BCG) и начал продюсировать, сочинять и записывать свою собственную музыку. Он выпустил два альбома без участия лейблов: свой одноимённый демо-альбом (2000) и Live at Jimmy’s Uptown (2001), которые продавались на его концертах. Впоследствии он начал работать над своим демо-альбомом и начал рассылать свои работы различным звукозаписывающим лейблам.
В 2001 году Дево Спрингстин познакомил Ледженда с Канье Уэстом, в то время многообещающим хип-хоп исполнителем. Подписав контракт с лейблом Уэста, он выбрал себе сценический псевдоним по предложению поэта Джей Айви, воспринявшего его музыку как «олдскул». Джей Айви заявил: «Я слышал твою музыку, и она напоминает мне музыку старой школы. Ты говоришь, как одна из легенд. На самом деле, именно так я буду называть тебя с этого момента! Я буду называть тебя Джон Ледженд». Прозвище быстро подхватили другие сотрудники лейбла, в том числе Канье Уэст. Несмотря на нежелание Стивенса брать сценический псевдоним, в конце концов он объявил о своем новом артистическом псевдониме Джон Ледженд.
Обладатель 10 премий «Грэмми» в различных номинациях.
В 2015 году получил премии «Оскар» и «Золотой глобус» за лучшую песню к фильму (песня «Glory» к фильму «Сельма»).
Выпуск дебютного альбома Ледженда, Get Lifted (2004), сопровождался исключительно тёплыми отзывами музыкальных критиков, которые принесли ему пять премий «Грэмми».
Несмотря на отмечаемую в записях Ледженда преемственность мастеров ритм-энд-блюза предыдущих поколений, певец не чуждается хип-хоповых влияний. Так, в Get Lifted звучит вокал ведущих рэперов Снуп Догга и Канье Уэста. Вокал Ледженда можно услышать в его совместной работе с MSTRKRFT (песня «Heartbreaker») и The Roots («The Fire»). Также Джон спел совместно с сайд проектом Майка Шиноды Fort Minor в песне «High Road».
Для фильма 2017 года «Красавица и Чудовище» Ледженд и Ариана Гранде исполнили дуэтом заглавную песню, ремейк оригинальной версии 1991 года в исполнении Селин Дион и Пибо Брайсона.
В 2018 году Ледженд изобразил Иисуса Христа в экранизации рок-оперы Эндрю Ллойда Уэббера/Тима Райса «Иисус Христос — суперзвезда». Он получил номинацию на премию «Эмми» за свою актёрскую роль и выиграл за роль продюсера шоу, став первым чернокожим мужчиной, получившим «Оскар», «Эмми», «Грэмми» и «Тони» (ЭГОТ).

## Кинобизнес
В 2011 году Джон Ледженд открыл свою собственную кинокомпанию Get Lifted Film Company, и бизнес идёт успешно.
«Я не бросаю свою основную работу… Однако я также получаю удовольствие от работы со своей кинокомандой, с которой мы пытаемся сделать мир более интересным».
Get Lifted Film Company занимается популярным сериалом «Подземка». Джон Ледженд является исполнительным продюсером проекта. Главными героями ленты стала группа рабов, которая планирует побег с плантации в Джорджии. На пути к свободе они пересекают почти тысячу километров, чтобы найти верных друзей, основавших станцию Подземной железной дороги, а также сталкиваются с опасными врагами, зарабатывающими на жизнь охотой на беглых рабов.
В 2016 году Джон сыграл роль лидера нео-соул группы в фильме-мюзикле «Ла-Ла Ленд», в котором исполнил песню «Start a Fire».

## Личная жизнь
С 14 сентября 2013 года Джон женат на модели и телеведущей Крисси Тейген (род.1985), с которой он встречался 6 лет до их свадьбы. У супругов есть дочь — Луна Симона Стивенс (род.14.04.2016) сын — Майлз Теодор Стивенс (род.16.05.2018) дочь — Эсти Максин Стивенс (род.13.01.2023) и сын — Рен Александр Стивенс (род.19.06.2023)

## Дискография

### Альбомы
- Live at SOB's (2002)
- Get Lifted (2004)
- Once Again (2006)
- Live From Philadelphia (2008)
- Evolver (2008)
- Love in the Future (2013)
- Darkness and Light (2016)
- Bigger Love (2020)
- Legend (2022)

### Совместные альбомы
- Wake Up! (с группой the Roots) (2010)